# Эмонтуар
Эмонтуа́р (фр. Hémonstoir, брет. Henvoustoer, галло Hémontoèr) — коммуна во Франции, находится в регионе Бретань. Департамент — Кот-д’Армор. Входит в состав кантона Мюр-де-Бретань. Округ коммуны — Сен-Бриё.
Код INSEE коммуны — 22075.

## География
Коммуна расположена приблизительно в 390 км к западу от Парижа, в 90 км западнее Ренна, в 40 км к югу от Сен-Бриё.
Вдоль восточной границы коммуны протекает река Уст.

## Население
Население коммуны на 2016 год составляло 717 человек.
| 1962 | 1968 | 1975 | 1982 | 1990 | 1999 | 2008 | 2016 |
| ---- | ---- | ---- | ---- | ---- | ---- | ---- | ---- |
| 467  | 470  | 561  | 676  | 671  | 639  | 660  | 717  |

## Администрация
| Период | Период | Фамилия      | Партия        | Примечания             |
| ------ | ------ | ------------ | ------------- | ---------------------- |
| 1985   | 2005   | Жан Жоссик   |               |                        |
| 2005   | 2014   | Эмиль Глу    |               | фермер                 |
| 2014   |        | Бенуа Ларвор | Разные правые | руководитель агентства |

## Экономика
В 2007 году среди 432 человек в трудоспособном возрасте (15—64 лет) 317 были экономически активными, 115 — неактивными (показатель активности — 73,4 %, в 1999 году было 72,3 %). Из 317 активных работали 303 человека (169 мужчин и 134 женщины), безработных было 14 (6 мужчин и 8 женщин). Среди 115 неактивных 18 человек были учениками или студентами, 53 — пенсионерами, 44 были неактивными по другим причинам.

## Достопримечательности
- Монументальный крест XVIII века. Исторический памятник с 1926 года[3]
- Монументальный крест на аллее Гран-Тено. Исторический памятник с 1926 года[4]

## Фотогалерея
- Эмонтуар
- Крест XVIII века
- Крест на аллее Гран-Тено
- Карта коммуны